# Oğuz Çetin
Ahmet Oğuz Çetin (ur. 15 lutego 1963 w Sakaryi) – piłkarz turecki grający na pozycji pomocnika.

## Kariera klubowa
Pierwszym klubem Oğuza w karierze był Sakaryaspor z rodzinnego miasta Sakarya. W 1979 zaczął grać w pierwszej drużynie, a w 1981 roku wywalczył awans do pierwszej ligi tureckiej. Przez cztery sezon grał z nim w pierwszej lidze, a w 1986 roku spadł do drugiej. W 1987 roku przeszedł do Fenerbahçe SK ze Stambułu i od początku stał się podstawowym zawodnikiem tej drużyny. Swój pierwszy sukces z Fenerbahçe osiągnął w sezonie 1988/1989, kiedy to sięgnął z zespołem po mistrzostwo Turcji oraz dotarł do finału Pucharu Turcji, w którym "Kanarki" uległy Beşiktaşowi JK. W 1990 roku Oğuz został wicemistrzem kraju, a sukces ten powtórzył także w 1992 i 1994 roku. Z kolei w sezonie 1995/1996 wywalczył swoje drugie i ostatnie w karierze mistrzostwo kraju, jednak po sezonie prezydent klubu Ali Sen zwolnił go i napastnika Aykuta Kocamana za zepsucie atmosfery w drużynie. Przez 9 sezonów rozegrał dla Fenerbahçe 271 meczów, w których strzelił 59 bramek.
Latem 1996 roku Oğuz przeszedł do innego klubu ze Stambułu, İstanbulsporu AŞ, w którym stał się liderem drugiej linii i czołowym zawodnikiem obok Saffeta Akyüza. W 1998 roku zajął z klubem 4. miejsce w lidze i przyczynił się do jego awansu do rozgrywek Pucharu UEFA. W trakcie sezonu 1998/1999 Çetin opuścił İstanbulspor i przeniósł się do Adanasporu, z którym przez dwa sezony bronił się przed spadkiem do drugiej ligi. W 2000 roku zakończył piłkarską karierę w wieku 37 lat.
| Sezon   | Klub            | Kraj   | Rozgrywki | Mecze | Bramki |
| ------- | --------------- | ------ | --------- | ----- | ------ |
| 1979/80 | Sakaryaspor     | Turcja | II liga   | ?     | ?      |
| 1980/81 | Sakaryaspor     | Turcja | II liga   | ?     | ?      |
| 1981/82 | Sakaryaspor     | Turcja | Süper Lig | ?     | ?      |
| 1983/84 | Sakaryaspor     | Turcja | Süper Lig | ?     | ?      |
| 1984/85 | Sakaryaspor     | Turcja | Süper Lig | ?     | ?      |
| 1985/86 | Sakaryaspor     | Turcja | Süper Lig | ?     | ?      |
| 1986/87 | Sakaryaspor     | Turcja | II liga   | ?     | ?      |
| 1987/88 | Fenerbahçe SK   | Turcja | Süper Lig | 35    | 6      |
| 1988/89 | Fenerbahçe SK   | Turcja | Süper Lig | 32    | 10     |
| 1989/90 | Fenerbahçe SK   | Turcja | Süper Lig | 34    | 14     |
| 1990/91 | Fenerbahçe SK   | Turcja | Süper Lig | 26    | 6      |
| 1991/92 | Fenerbahçe SK   | Turcja | Süper Lig | 29    | 3      |
| 1992/93 | Fenerbahçe SK   | Turcja | Süper Lig | 22    | 5      |
| 1993/94 | Fenerbahçe SK   | Turcja | Süper Lig | 30    | 5      |
| 1994/95 | Fenerbahçe SK   | Turcja | Süper Lig | 32    | 6      |
| 1995/96 | Fenerbahçe SK   | Turcja | Süper Lig | 31    | 4      |
| 1996/97 | İstanbulspor AŞ | Turcja | Süper Lig | 33    | 6      |
| 1997/98 | İstanbulspor AŞ | Turcja | Süper Lig | 34    | 3      |
| 1998/99 | İstanbulspor AŞ | Turcja | Süper Lig | 6     | 1      |
| 1998/99 | Adanaspor       | Turcja | Süper Lig | 17    | 3      |
| 1999/00 | Adanaspor       | Turcja | Süper Lig | ?     | ?      |

## Kariera reprezentacyjna
W reprezentacji Turcji Oğuz zadebiutował 21 września 1988 roku w wygranym 3:1 towarzyskim spotkaniu z Grecją i w debiucie zdobył gola. W 1996 roku został powołany przez selekcjonera Fatiha Terima do kadry na Euro 96. Tam zagrał w jednym meczu, przegranym 0:1 z Portugalią. Ostatni mecz w kadrze narodowej rozegrał we wrześniu 1998 roku przeciwko Irlandii Północnej (3:0). Łącznie wystąpił w niej 70 razy i strzelił 3 gole.

## Kariera trenerska
W sezonie 2001/2002 Oğuz pełnił funkcję asystenta trenera Wernera Loranta, a po jego zwolnieniu przez krótki czas był pierwszym trenerem zespołu. W latach 2004–2005 prowadził samodzielnie Gençlerbirliği SK, a w 2005 - Diyarbakırspor.